# Cáceres (Familienname)
Cáceres bzw. Caceres ist ein spanischer Familienname.

## Namensträger
- Abraham Caceres (vor 1718–nach 1738), niederländischer Komponist
- Adrian Caceres (* 1982), argentinisch-australischer Fußballspieler
- Andrés Avelino Cáceres (1836–1923), peruanischer Politiker, Staatspräsident 1886 bis 1890 und 1894 bis 1895
- Andrés Silva Cáceres (* 1989), uruguayischer Fußballspieler, siehe Andrés Silva (Fußballspieler)
- Berta Cáceres (1973–2016), honduranische Bürgerrechtlerin
- Byron Caceres (* 1982), ecuadorianischer Radrennfahrer
- Carlos Cáceres (Tennisspieler) (* 1974), honduranischer Tennisspieler
- Carlos Cáceres (Fußballspieler) (Carlos Arturo Cáceres Pino; * 1977), chilenischer Fußballspieler
- Carlos Cáceres (Schiedsrichter) (* 1983), paraguayischer Fußballschiedsrichter
- Carlos Cáceres Contreras (* 1940), chilenischer Ökonom, Bankmanager und Politiker
- Carlos Fuentes Cáceres (* 1950), mexikanischer Diplomat
- Damián Cáceres (* 2003), spanischer Fußballspieler
- Diego García de Cáceres (um 1516–1586), spanischer Konquistador
- Emilio Caceres (1897–1980), US-amerikanischer Musiker
- Enrique Cáceres (* 1974), paraguayischer Fußballschiedsrichter
- Ernie Caceres (1911–1971), US-amerikanischer Saxofonist
- Esther de Cáceres (1903–1971), uruguayische Lyrikerin
- Eusebio Cáceres (* 1991), spanischer Leichtathlet
- Fernando Cáceres (* 1969), argentinischer Fußballnationalspieler
- Germán Cáceres (Schriftsteller) (* 1938), argentinischer Schriftsteller
- Germán Cáceres (Komponist) (* 1954), salvadorianischer Komponist, Dirigent und Musikpädagoge
- Gloria Cáceres Vargas (* 1947), peruanische Schriftstellerin
- Henry Urday Cáceres (* 1967), peruanischer Schachspieler
- Javiera Toro Cáceres (* 1987), chilenische Politikerin und Ministerin
- Juan Cáceres (* 1984), uruguayischer Automobilrennfahrer
- Juan Carlos Cáceres (1936–2015), argentinischer Musiker
- Julio César Cáceres (* 1979), paraguayischer Fußballspieler
- Kurt Caceres (* 1972), US-amerikanischer Schauspieler
- Lucio Cáceres (* 1949), uruguayischer Politiker
- Luis Enrique Cáceres (* 1988), paraguayischer Fußballspieler
- Luisa Cáceres de Arismendi (1799–1866), venezolanische Nationalheldin
- Manuel Cáceres (1949–2025), spanischer Fußballfan, siehe Manolo el del Bombo
- Mario Cáceres (* 1981), chilenischer Fußballspieler
- Martín Cáceres (* 1987), uruguayischer Fußballspieler
- Norberto Cáceres  (* 1952), kolumbianischer Radrennfahrer
- Omar Cáceres (1904–1943), chilenischer Lyriker
- Ovidio Cáceres, uruguayischer Politiker
- Pablo Cáceres (* 1985), uruguayischer Fußballspieler
- Ramón Cáceres (1866–1911), dominikanischer Politiker, Präsident 1906 bis 1911
- Roberto Cáceres (* 1978), chilenischer Fußballspieler
- Roberto Reinaldo Cáceres González (1921–2019), argentinischer Geistlicher, Bischof von Melo
- Rodrigo Caceres, uruguayischer Schwimmer
- Sebastián Cáceres (* 1999), uruguayischer Fußballspieler
- Víctor Cáceres (Fußballspieler) (Víctor Javier Cáceres Centurión, * 1985), paraguayischer Fußballspieler
- Víctor Cáceres (Schiedsrichter) (Víctor Alfonso Cáceres Hernández, * 1986), mexikanischer Fußballschiedsrichter
- Víctor Cáceres Lara (1915–1993), honduranischer Schriftsteller, Politiker und Diplomat
- Virginio Cáceres (* 1962), paraguayischer Fußballspieler
- Walter Cáceres (* 1975), argentinischer Fußballspieler